# Sigirino
Sigirino is een plaats en voormalige gemeente in het Zwitserse kanton Ticino, en maakt deel uit van het district Lugano.
Sigirino telt 465 inwoners.

## Geschiedenis
Sigirino fuseerde op 21 november 2010 met de gemeenten Bironico, Camignolo en Rivera tot de gemeente Monteceneri.